# Toray Pan Pacific Open 1998
Toray Pan Pacific Open 1998 — жіночий тенісний турнір, що проходив на кортах з килимовим покриттям Токійського палацу спорту в Токіо (Японія). Належав до турнірів 1-ї категорії в рамках Туру WTA 1998. Відбувсь удвадцятьтретє і тривав з 3 до 8 лютого 1998 року. Друга сіяна Ліндсі Девенпорт здобула титул в одиночному розряді й заробила 150 тис. доларів.

## Фінали

### Одиночний розряд
Ліндсі Девенпорт —  Мартіна Хінгіс 6–3, 6–3
- Для Девенпорт це був 1-й титул за рік і 32-й — за кар'єру.

### Парний розряд
Мартіна Хінгіс /  Мір'яна Лучич-Бароні —  Ліндсі Девенпорт /  Наташа Звєрєва 7–5, 6–4
- Для Хінгіс це був 4-й титул за сезон і 30-й — за кар'єру. Для Лучич це був 2-й титул за сезон і 3-й — за кар'єру.